# Strana ústavověrného velkostatku
Strana ústavověrného velkostatku (německy Partei des verfassungstreuen Großgrundbesitzes) byla zemská politická strana působící v předlitavské části Rakouska-Uherska, účastnící se voleb ve velkostatkářské kurii.

## Historie strany
Strana se zformovala v průběhu 60. let 19. století. Tvořili ji především šlechtici a plátci vysokých daní (velkopodnikatelé, velkostatkáři). Programově se hlásili k liberalismu a parlamentarismu. Stoupenci byli zastánci ústavy a centralistického modelu rakousko-uherské monarchie. V zahraniční politice tíhli ke spojenectví s Německým císařstvím. V národnostní otázce se snažili o česko-německé smíření a jazykové vyrovnání. S rozšiřováním volebního práva upadal význam tohoto uskupení. Strana zanikla s rozpadem Rakouska-Uherska.

## Předsedové strany
- kníže Karel Vilém z Auerspergu (1863–1885)
- hrabě Josef Osvald II. z Thun-Hohensteinu (1885–1906)
- kníže Maximilián Egon II. z Fürstenbergu (1906–1918)

## Volební výsledky

### Český zemský sněm
| Volby         | Hlasy | Hlasy | Mandáty | Mandáty | Pozice |
| Volby         | Abs.  | %     | Abs.    | ±       | Pozice |
| ------------- | ----- | ----- | ------- | ------- | ------ |
| 1861          |       |       | 55/241  | ▲55     |        |
| 1867 (leden)  |       |       | 0/241   | ▼55     |        |
| 1867 (březen) |       |       | 68/241  | ▲68     |        |
| 1870          |       |       | 0/241   | ▼68     |        |
| 1872          |       |       | 70/241  | ▲70     |        |
| 1878          |       |       | 70/241  | ▬0      |        |
| 1883          |       |       | 0/242   | ▼70     | ▼      |
| 1889          |       |       | 0/242   | ▬0      | ▬      |
| 1895          |       | 3.9   | 0/242   | ▬0      | ▬      |
| 1901          |       | 1.5   | 21/242  | ▲21     | ▲5.    |
| 1908          | 3 066 | 0.8   | 21/242  | ▬0      | ▲4.    |